# Amadou Rabihou
Amadou Dangadji Rabidou (meist Amadou Rabihou; * 2. Dezember 1984 in Douala) ist ein kamerunischer ehemaliger Fußballspieler mit österreichischem Pass auf der Position eines Stürmers.

## Karriere
Rabihou begann seine Karriere in Italien bei den Jugendmannschaften des AC Mailand. Danach wechselte er nach Österreich in die T-Mobile Bundesliga zum dort spielenden SK Sturm Graz. In 58 Spielen erzielte er für die Grazer zehn Tore. Außerdem absolvierte er drei UI-Cup-Spiele für den Traditionsklub aus Graz und schoss dabei zwei Tore. In der Saison 2006/07 erzielte er sieben Treffer bei 31 Einsätzen und war somit bester Torschütze des SK Sturm in der Saison.
Kurz vor Transferschluss 2007/08 wechselte Rabidou nach Frankreich in die Ligue 2 zum SC Amiens und unterschrieb dort einen Zwei-Jahres-Vertrag. Im Juli 2008 wechselte er zu DAC Dunajská Streda in die Slowakei, bevor er ab November 2008 vereinslos wurde. Im Jänner 2009 unterschrieb der Kameruner einen Vertrag beim österreichischen Zweitligisten SC Austria Lustenau. Von September bis Oktober 2010 stand er in der englischen Football League Two bei Hereford United unter Vertrag. Zur Saison 2011/12 wechselte Rabihou zum deutschen Süd-Regionalligisten SV Waldhof Mannheim, wo er sich allerdings nicht durchsetzen konnte und sein Einjahresvertrag nicht verlängert wurde. Anschließend wechselte Rabihou zum al-Orobah FC in die Vereinigten Arabischen Emirate.